# Литвин, Иван Миронович
Иван Миронович Литви́н (21 апреля 1924 — 4 сентября 2017) — автоматчик 170-го гвардейского стрелкового полка 57-й гвардейской стрелковой дивизии 8-й гвардейской армии 1-го Белорусского фронта, гвардии рядовой. Герой Советского Союза.

## Биография
Родился 21 апреля 1924 года в селе Апостоловка Донецкой губернии. Работал в колхозе «Украина» Тельмановского района Донецкой области.
В Красную Армию призван в сентябре 1943 года. Участвовал в форсировании Днепра, в освобождении Правобережной Украины, в Никопольско-Криворожской, Березнеговато-Снигирёвской и Одесской операциях.
В середине июля 1944 года в числе добровольцев форсировал Западный Буг. Поднял группу в атаку, которая завершилась успехом. В 1944 году гвардейский полк с боями вышел к Висле в районе села Магнушев. Иван Литвин принял командование на себя после смерти командира. Захватили занимаемый противником рубеж. Иван Литвин незаметно подобрался к огневой точке противника и забросал расчёт гранатами.
24 марта 1945 года за образцовое выполнение боевых заданий командования и проявленные при этом мужество и героизм гвардии красноармейцу Литвину Ивану Мироновичу присвоено звание Героя Советского Союза с вручением ордена Ленина и медали «Золотая Звезда».
Участник советско-японской войны 1945 года. В 1947 году демобилизован из Вооруженных Сил СССР. Проживал в родном селе. Умер 4 сентября 2017 года.

## Награды и звания
- Герой Советского Союза. Указ Президиума Верховного Совета СССР от 23 марта 1945 года:
  - орден Ленина,
  - медаль «Золотая Звезда» № 6904.
- Орден Отечественной войны I степени. Указ Президиума Верховного Совета СССР от 11 марта 1985 года.
- Медали СССР.
- Орден Богдана Хмельницкого III степени (5 мая 1999 года)[1].